# Новогиреево (район на Москва)
Новогиреево е административен район на Източен окръг в Москва.